# Mülsen
Mülsen è un comune di 12.115 abitanti della Sassonia, in Germania.
Appartiene al circondario (Landkreis) di Zwickau (targa Z).